# خمیر سوکره
خمیر سوکره (به فرانسوی: Pâte sucrée)، (به انگلیسی: rich sweetened shortcrust pastry)، این خمیر مشابه خمیر سابله است با این تفاوت که شکر بیشتری در آن بکار می‌رود. طرز تهیه مانند خمیر سابله است اما در مقابل ۵۰۰ گرم آرد، ۲۵۰ گرم شکر و ۲۰۰ گرم کره بکار می‌رود. همچنین به عنوان یک اصل از وانیل استفاده نمی‌شود.

## طرز تهیه
۵۰۰ گرم آرد، ۲۵۰ گرم شکر، ۲۰۰ گرم کره، شکر ۱۵۰ گرم، تخم مرغ ۳ عدد، اسانس پرتقال نصف یک قاشق غذاخوری به صورت خمیر درآمده سپس گرد شده در یخچال خوابانده می‌شود.